# Aeroportul Termez
Aeroportul Termez (în uzbecă Termiz Xalqaro Aeroporti) (IATA: TMJ, ICAO: UTST) este un aeroport din Termez, Regiunea Surhandaria, Uzbekistan ce deservește zona Termez. Aeroportul a fost tranzitat în 2019 de 130.000 de pasageri. A fost numit după zona deservită.
Situat la o altitudine de 313 m, aeroportul dispune de 1 pistă. Este operat de Uzbekistan Airways⁠(d).

## Infrastructură

### Piste
Aeroportul dispune de o singură pistă. Pista 07/25 are suprafața de beton. 